# Hylaeus probligenatus
Hylaeus probligenatus là một loài Hymenoptera trong họ Colletidae. Loài này được Houston mô tả khoa học năm 1981.